# Timezgadiouine (kommun)
Timezgadiouine (franska: Timezgadiouine (CR), Timezgadiouine (Commune Rurale), arabiska: سيدي غانم) är en kommun i Marocko.   Den ligger i provinsen Chichaoua och regionen Marrakech-Safi, i den centrala delen av landet, 400 km sydväst om huvudstaden Rabat. Antalet invånare är 8 673.